# Tancredi Parmeggiani
Tancredi Parmeggiani (Feltre, 25 settembre 1927 – Roma, 27 settembre 1964) è stato un pittore italiano.

## Biografia

### Giovinezza
Nasce il 25 settembre 1927 a Feltre. Ha due fratelli più piccoli accanto ai quali trascorre i suoi primi anni di vita a Bologna, cominciando a disegnare e dipingere in tenera età. Ritorna tuttavia a Feltre in seguito alla morte precoce del padre e alla malattia della madre.
Il cugino Ettore Pietriboni, un avvocato, si fa carico dei bambini, affidando Tancredi e il fratello Romano all'Istituto salesiano Sperti di Belluno. Dopo aver trascorso l'infanzia a Belluno, nel 1943 interrompe gli studi classici per indirizzarsi verso una formazione artistica. È il pittore Romano Conversano a preparare il giovane Tancredi per l'ammissione al Liceo artistico di Venezia, che frequenterà irregolarmente per un anno.

### Formazione
Nel 1946 si iscrive all'Accademia di Belle Arti di Venezia per seguire i corsi della Scuola Libera del nudo, tenuti da Armando Pizzinato. In questo periodo conosce Guido Cadorin e Virgilio Guidi e stringe amicizia con Emilio Vedova che aveva già conosciuto tra i partigiani attivi nel bellunese negli ultimi anni della Seconda guerra mondiale.

### Prime esperienze e incontri importanti
Alla fine del 1947 il pittore si reca a Parigi, dove approfondisce lo studio delle avanguardie europee della prima metà del secolo. Viene rimpatriato con un foglio di via obbligatorio. Tra il 1948 e 1949 vive e lavora fra Feltre e Venezia e, nel maggio 1949, tiene la sua prima mostra personale presso la Galleria Sandri a Venezia con presentazione in catalogo di Virgilio Guidi. Lo stile pittorico di Parmeggiani di questi anni trae ispirazione dal primitivismo di Gino Rossi, Van Gogh e dalle lezioni con Cadorin. Si vede anche l'influenza della pittura di Filippo De Pisis per quanto riguarda il pathos emotivo. Lo stile è già orientato verso esperienze astratto-geometriche.

### Incontro con Peggy Guggenheim e Spazialismo
Nel 1950 soggiorna a Roma, dove si lega al gruppo Age d'Or, che organizza esposizioni e pubblica edizioni dell'avanguardia internazionale. Incontra Turcato, Dorazio e Perilli e, ispirato in parte dai dipinti di Jackson Pollock visti alla Biennale di Venezia del 1948, si allontana dall'astrazione geometrica per avvicinarsi a un stile più libero e informale. L'anno seguente partecipa alla 1ª Mostra dell'Arte Astratta Italiana alla Galleria Nazionale d'Arte Moderna e Contemporanea di Roma. Di lì a poco ritorna a Venezia, dove incontra Peggy Guggenheim, che resta affascinata dal suo talento. Gli fornisce uno studio a Palazzo Venier dove abita, ne acquista le opere e lo fa entrare in contatto con artisti di avanguardia e critici stranieri. La collezionista americana espone i lavori di Tancredi nel suo palazzo e promuove le sue opere negli Stati Uniti con donazioni in diversi musei, tra cui il MoMA e cercando di assicurarne la presenza anche in collezioni private.
Nel 1952, sempre a Venezia, gli viene assegnato il Premio Graziano per la pittura. Nello stesso anno, insieme con Burri, Fontana altri artisti, sottoscrive il manifesto dello Spazialismo, un movimento fondato a Milano nel 1947 proprio da Lucio Fontana che intende promuovere una nuova arte "spaziale" appropriata all'epoca del dopoguerra. Diviene intimo amico del gallerista Carlo Cardazzo. Espone nel 1952, 1953, 1956 e 1959 alla Galleria del Cavallino di Venezia.
Nel 1953 è presente anche alla Galleria del Naviglio a Milano, con presentazione di Peggy Guggenheim e Virgilio Guidi; è anche invitato alla mostra Italia-Francia a Torino, dove espone nella sala accanto a Hans Hartung. Nel 1954 partecipa a Tendances Actuelles con Georges Mathieu, Pollock, Wols, Mathieu, Tobey alla Kunsthalle Bern.

### Carriera internazionale
A seguito di un flirt con Pegeen, figlia della sua mecenate, il 1955 inizia con la definitiva separazione da Peggy Guggenheim e termina con la partenza per Parigi, dove espone in una collettiva alla Galerie Stadler. A Parigi conosce Dubuffet, Asger Jorn, Karel Appel.
Negli anni seguenti espone alla Saidenberg Gallery di New York, all'Hannover Gallery di Londra, alla Galleria Selecta di Roma e partecipa al Carniege International di Pittsburgh. Nel 1958 si sposa con la pittrice norvegese Tove Dietrichson.
Tra il 1958 e la fine del 1959 condivide uno studio a Palazzo Carminati, sede della Fondazione Bevilacqua la Masa, con l'amico artista Davide Orler. Questo periodo è documentato da diverse tele dipinte al recto dall'uno e al verso dall'altro (cfr. Catalogo Generale Dalai Emiliani pag. 164).
Nel 1959 espone alla Galleria dell'Ariete a Milano e ritorna a Parigi, dove a dicembre nasce la figlia Elisabetta. A Parigi entra in contatto con i surrealisti Victor Brauner, Jean-Jacques Lebel e Alain Jouffroy, conosce Alberto Giacometti e vede le mostre del gruppo CoBrA e di Yves Klein. Nella primavera del 1960 ritorna a Milano, dove collabora stabilmente con la Galleria dell'Ariete. In questo stesso anno si reca in Norvegia ed espone alla mostra Anti-Procès presso la Galleria del Canale di Venezia.
Nel 1962, dopo un viaggio in Svezia, espone alla Galleria veneziana del Canale e alla Galleria Levi di Milano, inoltre riceve il Premio Marzotto a Valdagno. Alla fine dell'anno ha una crisi nervosa e viene ricoverato a Villa Tigli di Monza con diagnosi di schizofrenia paranoide.

### Gli ultimi anni
Soggiorna brevemente a Roma nel 1963 e, poco dopo la nascita del figlio Alessandro, ritorna a Venezia dalla sorella, subendo un nuovo ricovero in ospedale. Dopo un breve viaggio in Svezia con la moglie, ritorna nuovamente a Roma, ospite del fratello. Successivamente, prende alloggio in un piccolo albergo in Campo de' Fiori. Qui, all'alba del 27 settembre 1964, due giorni dopo il suo 37° compleanno, Tancredi si toglie la vita, gettandosi nel Tevere. Il suo cadavere viene ripescato il 1º ottobre.

## Mostre
Nel 2005 si è svolta nelle sale del Palazzo delle Contesse di Mel una mostra sul maestro feltrino.
Dall'8 aprile al 28 agosto 2011 Feltre gli ha dedicato una grande mostra, il cui ideatore e coordinatore generale è stato il notaio ed esperto d'arte Enzo Rossi e curatore scientifico Luca Massimo Barbero, direttore del Museo di Arte Contemporanea di Roma.
La Galleria del Cavallino di Venezia ha svolto un ruolo fondamentale nella carriera dell'artista, avvicinandolo alle ricerche di Lucio Fontana e degli spazialisti milanesi della Galleria del Naviglio.Inoltre, in quegli anni, la ricerca dell'artista è pienamente in linea con le proposte di pittori come Gianni Dova, Roberto Crippa e Mario De Luigi. Nel maggio 1952, del Manifesto del Movimento Spaziale per la Televisione. Il 1952 è un anno di riconoscimenti: consegue il Premio Graziano di Milano, il Premio Gianni di Venezia e vincendo il primo premio ex aequo alla XL Mostra collettiva dell'Opera Bevilacqua La Masa, con il dipinto Aspirazione a New York. Ha partecipato alle mostre Artisti spaziali veneziani alla Galleria del Cavallino di Venezia e Artisti spaziali alla Galleria Casanova di Trieste.
All'inizio del 1964 fu invitato alla Biennale di Venezia dove espone le opere Omaggio a Gauguin, Composizione e Matti, che per provocazione valutò un miliardo di sterline.
Dal 12 novembre 2016 al 13 marzo 2017 la Collezione Peggy Guggenheim ha ospitato presso Palazzo Venier dei Leoni a Venezia la mostra La mia arma contro l’atomica è un filo d’erba. Tancredi. Una retrospettiva, a cura di Luca Massimo Barbero,  nella quale sono state esposte oltre 90 opere dell'artista. Il percorso espositivo includeva prove giovanili di ritratti e autoritratti, le prime sperimentazioni su carta del 1950- 51, le famose “Primavere”, fino alle opere correlate al periodo dell'incontro cruciale con Peggy, di cui Tancredi diventa protégé, e che lo porta ad avere un proprio studio proprio nella sede della mostra. Un consistente numero di lavori apparteneva alla collezione di Peggy cui si aggiunsero nove opere provenienti dalla donazione Giorgio Bellavitis, ricevuta dal museo nel 2000. Nella mostra furono esposte anche opere donate dalla mecenate ad alcuni celebri musei americani come la Primavera, proveniente dal MoMA di New York, Spazio, Acqua, Natura, Spettacolo, oggi al Brooklyn Museum, e Senza titolo (Composizione), dal Wadsworth Atheneum Museum of Art di Hartford.
La raccolta ufficiale delle opere di Tancredi Parmeggiani è pubblicata nel catalogo Tancredi: i dipinti e gli scritti, realizzato da Marisa Dalai Emiliani con la collaborazione di Silvia Mascheroni e Cecilia Scatturin, Edizioni Umberto Alemandi e C. Il catalogo, che si compone di diversi volumi raccoglie tutti i dipinti di maggiore rilievo dell'artista.

## Opere nei musei
- Collezione Peggy Guggenheim, Venezia
- Galleria d'arte moderna "Carlo Rizzarda", Feltre
- Fondazione Biscozzi Rimbaud, Lecce
- Galleria d'Arte Moderna e Contemporanea, Bergamo
- Frances Lehman Loeb Art Center, Vassar College, Poughkeepsie, New York
- Museo Palazzo Ricci, Macerata
- Museum of Modern Art, New York
- Brooklyn Museum

## Quotazioni
Le opere di Tancredi furono già apprezzate durante la vita dell'artista a partire dal 1954, quando le quotazioni schizzarono a 600.000 lire per i fogli 100x70. Attualmente le opere più apprezzate risalgono agli anni 1957, 1958. Negli anni l'opera di Tancredi Parmeggiani ha registrato un incremento di valutazione con un record storico registrato da Christie's di Milano nel 2008, per un valore di 539750 € (tre volte superiore al prezzo di stima della base d'asta) dell'opera Natura e contemplatività (1957), olio su tela di 100 × 140 cm. Il record del 2008 è stato battuto nell'ottobre 2023 nel corso della seconda edizione dell’asta Avant-Garde(s) Including Thinking Italian svoltasi a Parigi presso Christie's . L'opera aggiudicata a 730800 €, proveniente direttamente dalla collezione degli eredi, è Omaggio a Debussy (Il cielo, la terra e l'acqua), olio su tela di 150 × 100 cm. Il quadro monumentale fu dipinto nel 1958 e fu presentato al pubblico al Carnegie Institute di Pittsburgh durante l'Esposizione Internazionale del Bicentenario di Pittura e Scultura Contemporanea dello stesso anno.